# Chav

Karikatuur van een stereotiepe chav

Chav (spreek uit als: /ˈtʃæv/) of Charv, Charver, Denis (m.) of Chavette (vr.) is schuttingtaal afkomstig uit het Verenigd Koninkrijk en wordt sinds ongeveer 2005 gebruikt door en voor Britse jongeren. Een chav is een vaak laag geschoolde, agressieve jongere (man of vrouw) afkomstig uit een lagere sociale klasse. Chavs zijn herkenbaar aan hun gedrag (brutaal en agressief) en hun manier van kleden. Ze dragen kledij zoals  trainingpakken, veel (meestal grote) juwelen, een honkbalpetje (waarover vaak weer een capuchon) en Burberry-patronen. De vrouwen hebben veelal geblondeerd of juist erg donker geverfd haar, dragen veel make-up, dragen eveneens veel juwelen, trainingspakken of naveltruitjes en zeer korte rokken. Ook het Burberry-patroon of andere dure (nep)merken zijn populair bij vrouwen.
In het Verenigd Koninkrijk worden de gebruikers van het woord chav gezien als 'neo-snobs', ze zouden de jongeren uit de lagere sociale klasse discrimineren. Critici zeggen dat het onderscheid dat gemaakt wordt binnen de jongerencultuur laat zien hoe klassenbewust het Verenigd Koninkrijk nog steeds is. Jongeren noemen het fenomeen zelf 'class war'. Chavs waren ook een ware internetrage, die in het Verenigd Koninkrijk tot opschudding leidde toen jongeren van een eliteschool een chav-huntfilmpje in scène zetten en op YouTube plaatsten. De chavs werden als prooi achtervolgd door piekfijn geklede jagers te paard vergezeld van jachthonden. Tijdens de jacht werden de chavs afgeschoten met een dubbelloops geweer.

## Herkomst
De herkomst van het woord "Chav" is niet geheel duidelijk, maar het woord heeft mogelijk zijn wortels in het Romanes (zigeunertaal), waar het woord chavo "jongen" betekent (chavi voor meisjes). Lexicograaf Eric Partridge noemt het woord in zijn woordenboek van "Slang en onconventioneel Engels" (1950), met circa 1860 als datum van oorsprong.